# Oberösterreichisches Urkundenbuch
Das Oberösterreichische Urkundenbuch (kurz: OÖUB) ist eine Edition der ältesten Geschichtsquellen von Oberösterreich mit dem Buchtitel "Urkunden-Buch des Landes ob der Enns" (kurz: UBLOE genannt).

## Geschichte
Die ersten Urkundensammlungen in Oberösterreich waren die Festschrift Chronicon Lunaelacense, die der Abt und Archivar Bernhard Lidl 1748 zur Jahrtausendfeier der Gründung von Stift Mondsee herausgab, und die Chronik Diplomatarium Garstense über das Stift Garsten, die Erasmus Frölich 1754 veröffentlichte, wobei der preußische Staatsarchivars Johann Peter von Ludewig und der Grazer Jesuit Sigmund Pusch die wichtigsten Vorarbeiten zu den Daten über das Hauskloster der steirischen Otakare geleistet hatten. Wichtige Beiträge zur oberösterreichischen Urkundenforschung kamen dann aus dem Stift Sankt Florian, wo Franz Kurz (1771–1843), Joseph Gaisberger (1792–1871), Franz Xaver Pritz (1791–1872), Joseph Chmel (1798–1858) und Jodocus Stülz (1799–1872) als Geschichtsforscher wirkten.
Im Jahr 1833 wurde auf Betreiben des oberösterreichischen Landrates Anton von Spaun und des Florianer Chorherrn Franz Kurz der Oberösterreichische Musealverein gegründet, der Andreas von Meiller mit der Herausgabe eines oberösterreichischen Urkundenbuches betraute. Am 1. März 1848 begann der Rohdruck des ersten Bandes. Am 21. Oktober 1850 meldete Stülz an den Verwaltungsausschuss die Beendigung des Rohdruckes der Textbogen, am 7. Februar 1851 berichtete Meiller von der Fertigstellung des Reindruckes. Nach der Festlegung des Titels, der Widmung und der Vorrede brachte die Wiener Hof- und Staatsdruckerei den ersten Band heraus.
Im Jahr 1912 übergab der Oberösterreichische Musealverein das Archiv und die Unterlagen zum Urkundenbuch dem Oberösterreichischen Landesarchiv, das 1896 gegründet worden war. Die Oberösterreichische Landesregierung beschloss am 5. März 1929 die Fortführung des Urkundenbuches, dessen vorläufig letzter Band im Jahr 2020 erschien.

## Bände
Bände 1–9, herausgegeben vom Oberösterreichischen Musealverein:
- Erich Trinks[8] (Bearb.): Urkunden-Buch des Landes ob der Enns. Erster Band. Hof- und Staatsdruckerei, Wien 1852 (archive.org – Saalbücher):
  - S. 1–101: Codex Traditionum Monasterii Lunaelacensis. Nr. I-CLXXXIX (Stift Mondsee).
  - S. 111–202: Codex Traditionum Monasterii Garstensis. Nr. I-CCXXXVII (Stift Garsten).
  - S. 203–272: Codex Traditionum Monasterii Ranshofensis. Nr. I-CLXXXIV (Stift Ranshofen).
  - S. 273–420: Codex Traditionum Monasterii Reichersbergensis. Nr. I-CCLXXVIII (Stift Reichersberg).
  - S. 421–432: Codex Traditionum Monasterii Subenensis. Nr. I-XIV (Stift Suben).
  - S. 437–477: Codex Traditionum antiquissimus Ecclesiae Pataviensis. Nr. I-LXIV (Bistum Passau, Zeitraum etwa 600–1138).
  - S. 477–479: Ex codice traditionum patav. tertio.
  - S. 479–507: Ex codice traditionum patav. quarto. Nr. I-XXXII (Zeitraum etwa 1150–1280).
  - S. 507–526: Ex codice traditionum patav. quinto. Nr. I-XXIX.
  - S. 527–618: Codex Traditionum Monasterii St. Nicolai prope Pataviam. Nr. I-CCLCIV (Augustinerchorherrenstift St. Nikola (Passau)).
  - S. 619–777: Codex Traditionum Monasterii Formbacensis. Nr. I-DLXVI (Kloster Vornbach).
  - Verzeichnisse: S. 783–800 Ortsverzeichnis, S. 801–930 Personenverzeichnis, S. 931 Inhaltsverzeichnis.
- Erich Trinks (Bearb.): Urkunden-Buch des Landes ob der Enns. Zweiter Band. Hof- und Staatsdruckerei, Wien 1856 (archive.org – Urkunden aus den Jahren 777–1230).
- Erich Trinks (Bearb.): Urkunden-Buch des Landes ob der Enns. Dritter Band. Hof- und Staatsdruckerei, Wien 1862 (archive.org – Urkunden aus den Jahren 1231–1282).
- Erich Trinks (Bearb.): Urkunden-Buch des Landes ob der Enns. Vierter Band. Hof- und Staatsdruckerei, Wien 1867 (archive.org – Urkunden aus den Jahren 1283–1308, Anhang 1040–1281).
- Erich Trinks (Bearb.): Urkunden-Buch des Landes ob der Enns. Fünfter Band. Hof- und Staatsdruckerei, Wien 1868 (archive.org – Urkunden aus den Jahren 1308–1330, Anhang 1300–1329).
- Erich Trinks (Bearb.): Urkunden-Buch des Landes ob der Enns. Sechster Band. Hof- und Staatsdruckerei, Wien 1872 (archive.org – Urkunden aus den Jahren 1331–1346, Anhang 1161–1343).
- Erich Trinks (Bearb.): Urkunden-Buch des Landes ob der Enns. Siebenter Band. Hof- und Staatsdruckerei, Wien 1876 (archive.org – Urkunden aus den Jahren 1347–1360).
- Erich Trinks (Bearb.): Urkunden-Buch des Landes ob der Enns. Achter Band. Hof- und Staatsdruckerei, Wien 1883 (archive.org – Urkunden aus den Jahren 1361–1375).
- Erich Trinks (Bearb.): Urkundenbuch des Landes ob der Enns. Band 9. Wien 1906 (Urkunden aus den Jahren 1376–1380).

Weitere Bände, herausgegeben vom Oberösterreichischen Landesarchiv:
- Erich Trinks (Bearb.): Urkundenbuch des Landes ob der Enns. Band 10. Wien 1933–1939[7] (Urkunden aus den Jahren 1381–13??).
- Erich Trinks (Bearb.): Urkundenbuch des Landes ob der Enns. Band 11. Wien 1941–1956[7] (Urkunden aus den Jahren 13??–1399).
- Hans Sturmberger (Bearb.): Urkundenbuch des Landes ob der Enns. Band 10,1. Wien 1950 (Register zum 10. Band).[7]
- Othmar Hageneder (Bearb.): Urkundenbuch des Landes ob der Enns. Band 11,1. Wien 1983 (Register zum 11. Band).[7]
- Walter Aspernig (Bearb.): Urkundenbuch des Landes ob der Enns. Band 12. Linz 2012 (Urkunden und Regesten aus den Welser Archiven 1400–1450).[7]
- Walter Aspernig (Bearb.): Urkundenbuch des Landes ob der Enns. Band 13. Wels 2020 (Urkunden und Regesten aus den Welser Archiven 1451–1500).[9]
- Walter Aspernig (Bearb.): Urkundenbuch des Landes ob der Enns. Band 14. Linz 2017, ISBN 978-3-902299-34-5 (Das ehemalige Hoheneckische Archiv in Schlüßlberg. Urkunden, Inschriften, Lehensverzeichnisse 1295–1400).[7]